# Ferula orientalis
Ferula orientalis är en flockblommig växtart som beskrevs av Diederich Franz Leonhard von Schlechtendal och Carl Friedrich von Ledebour. Ferula orientalis ingår i släktet stinkflokesläktet, och familjen flockblommiga växter. Inga underarter finns listade i Catalogue of Life.